# Spangenhelm
Spangenhelm è il vocabolo di lingua tedesca indicante l'elmo in uso alle forze armate europee nella Tarda Antichità e nell'Alto Medioevo. Arma bianca difensiva di origini orientali, sviluppata presso gli Sciti o i Sarmati, venne veicolata nelle contrade occidentali del continente eurasiatico dalla popolazione nomade degli Unni nel V secolo. Restò in uso più o meno sino all'Anno Mille.
In araldica, il vocabolo "Spangenhelm" viene utilizzato per indicare l'elmo di tipo Kolbenturnierhelm in uso durante la giostra di tipo Kolbenturnier del Rinascimento.

## Storia
Il momento esatto di creazione dello Spangenhelm è ad oggi ancora dibattuto.
Stando ai rilievi raffiguranti i cavalieri catafratti roxolani sulla Colonna traianea, l'archetipo di questo elmo ogivale, con nasale e guanciali, meno ingombrante dell'Elmo gallo-romano allora in uso alla fanteria pesante romana, doveva essere già stato sviluppato e diffuso dalle popolazioni nomadi della steppa eurasiatica (fond. Sciti e Sarmati) già nel II secolo. Veicolato dagli scorridori e dai mercenari provenienti dalla steppa, lo Spangenhelm si diffuse non solo tra le truppe di cavalleria dell'Impero romano stanziate nelle provincie più orientali (III secolo) ma anche tra i cavalieri persiani: Parti prima e Sasanidi poi.
Tramite i romano-bizantini ed i parto-sasanidi, lo Spangenhelm si diffuse poi tra le popolazioni germaniche continentali in occidente e tra le popolazioni mongoloidi più limitrofe agli Urali (Unni, Oghuz, Peceneghi, ecc.) ad oriente. Entro il V secolo, la quasi totalità degli elmi in uso in Europa erano del tipo Spangenhelm.
I più importanti ritrovamenti sono avvenuti in Egitto a Der el Medineh e in Alsazia a Baldenheim.

## Costruzione
Lo Spangenhelm era composto da più segmenti metallici saldati con dei rivetti. La calotta era composta da quattro o sei spicchi saldati da una striscia metallica che ne percorre tutta la circonferenza nella parte inferiore; tra uno spicchio e l'altro erano presenti delle bande metalliche che confluivano sulla cima del coppo.
Rispetto all'archetipo, le principali varianti dello Spangenhelm sono due:
- Spangenhelm-Der el Medineh, con calotta allungata, paranaso, paragnatidi e paranuca, saldati alla calotta tramite delle cerniere;
- Spangenhelm-Baldenheim, con coppo più basso, paragnatidi più strette, privo di paranaso.